# Katastrofa lotu Atlantic Southeast Airlines 529
Katastrofa lotu Atlantic Southeast Airlines 529 – katastrofa lotnicza, która zdarzyła się 21 sierpnia 1995 roku w Carrollton. Na skutek uszkodzenia łopaty śmigła samolot runął na ziemię. W katastrofie zginęło 9 osób (w tym jedna 4 miesiące po katastrofie).

## Samolot
Samolot, który uległ katastrofie, to Embraer 120 Brasilia, sprowadzony przez linię lotniczą 3 marca 1989 roku. W dniu katastrofy maszyna miała wylatane 18 171 godzin.

## Katastrofa
O godzinie 12:00 czasu miejscowego samolot wystartował z Atlanty. Za sterami siedział kapitan Ed Gannaway i pierwszy oficer Matt Warmerdam. Kapitan na tym typie samolotu miał wylatane ponad 1200 godzin. O godzinie 12:52:45 w momencie przelotu nad Carrollton śmigło lewego silnika oderwało się i uderzyło w kadłub. Silnik został uszkodzony i samolot zaczął tracić wysokość. Samolot runął na równinnym terenie. W katastrofie zginęło 9 osób (w tym pierwszy pilot), jednak część nie zginęła od samego uderzenia, ale od pożaru, który wybuchł po zderzeniu.

## Przyczyny
Przyczyną katastrofy było oderwanie się łopaty śmigła silnika na skutek pęknięć zmęczeniowych. Już wcześniej śmigło wykazywało pęknięcia, ale mechanik łatał je ścierając. To doprowadziło w końcu do pęknięcia łopaty i jej oderwania, co skutkowało uszkodzeniem silnika.